# Novo-oeralsk
Novo-oeralsk, Russisch: Новоуральск, letterlijk: Nieuw-Oeral, is een gesloten stad, afgekort: ZATO, in Rusland ten oosten van de Oeral in een bergachtig en bosachtig gebied in de Centrale Oeral aan de rivier Boenarka, de zijrivier Olchovka daarvan en het Nejvameer op 67 kilometer ten noorden van Jekaterinenburg. Het is de zesde stad van oblast Sverdlovsk en een van de grootste gesloten steden van Rusland. In de stad staat de oudste en grootste fabrieken van Rusland waar uranium wordt verrijkt.

## Geschiedenis
De plaats werd gesticht in 1941 toen door de inval van Nazi-Duitsland er de noodzaak ontstond van het bouwen van fabrieken voor de defensieindustrie in gebieden die buiten het bereik van het Duitse leger lagen. Stalin besloot tot het overplaatsen van soms complete fabrieken naar het mijnbouwgebied achter de Oeral, waar in de jaren daarvoor een grote industrialisatie had plaatsgevonden in het kader van de industrialisatie van de Sovjet-Unie middels vijfjarenplannen. Ten zuiden van de nederzetting Verch-Nejvinski werd in 1941 begonnen met de bouw van een hersmelterij voor lichte metalen voor de militaire luchtvaartindustrie. Hierbij werden ook huizen gebouwd en de eerste infrastructuur aangelegd. In de eerste jaren van de oorlog werd tevens een groot legerhospitaal verhuisd uit Moskou naar de plaats. Midden 1943 werd, in het midden van de oorlog, een luchtvaartfabriek naar de plaats geëvacueerd. De nederzetting had nog geen naam, maar groeide snel. Nieuwe fabrieken werden gebouwd en in 1946 werd een nieuwe technologie ontwikkeld in de luchtvaartfabriek, hetgeen een belangrijk jaar was in de geschiedenis van de plaats, aangezien deze technologie de toekomst van de stad heeft bepaald.
De luchtvaartfabriek werd van naam veranderd in Elektrochemische fabriek van de Oeral en kreeg de codering 813. Het werd de eerste fabriek in Rusland die hoogverrijkt uranium ging produceren voor het atoomprogramma van de Sovjet-Unie. In eerste instantie werkte men er met de ingewikkelde gasdiffusiemethode voor verrijking van 238U naar 235U die onder andere was ontwikkeld door het Koertsjatov-instituut in Moskou. Wetenschapper Isaak Kikoin stond aan het hoofd van de wetenschappelijke leiding over de fabriek. De Sovjetautoriteiten zetten druk op de wetenschappers om de fabriek snel af te bouwen en op te starten. Ondanks de vele technische problemen, de nood voor grote hoeveelheden elektriciteit, breuken in compressoren, verlies door corrosie en andere problemen, wisten de wetenschappers in november 1949 het eerste verrijkt uranium van de Sovjet-Unie te produceren. Nadat men in de loop der tijd het verrijkingsproces beter ging beheersen, werd de productie uitgebreid. De fabriek werd uitgebreid vanaf 1949-1950.
Tegelijkertijd werden de nederzetting rond de fabriek en het wegennetwerk uitgebreid. Bij de bouw werden veel dwangarbeiders uit de Goelag ingezet. In 1950-1951 werkten in Novo-oeralsk ongeveer 18.000 gevangenen. De werkomstandigheden waren erbarmelijk. In de goelag stond het bouwen van gebouwen voor het atoomprogramma bekend als het doodsvonnis. De NKVD onder leiding van Lavrenti Beria leidde het atoomprogramma en zorgde ervoor dat gevangenen na de bouw naar het beruchte goelagkamp van Vorkoeta in Noord-Oost Europees Rusland werden gestuurd, zodat ze niets konden vertellen over de werkzaamheden. Daarnaast werkten veel soldaten mee aan de bouw.
Het ontwerpbureau GSPI-11 in Leningrad maakte het eerste stadsplan op. De bouw van de huizen liep echter niet altijd gelijk op met het aantal inwoners. Aan het eind van 1950 waren 84.000 m² woonruimte, 19 winkels, een school, kleuterscholen en een ziekenhuis gebouwd. In 1952 werd een winkelcentrum geopend aan het centrale plein met een postkantoor, telegraaf, radiostation, bank en een bibliotheek. Ook werd het eerste warenhuis geopend en werden de eerste 3000 bewoners aangesloten op het telefoonnet. Rondom de stad werden net als bij andere steden met nucleaire faciliteiten grote gebieden verboden verklaard voor buitenstaanders, en werden hekken geplaatst. De arbeiders en bewoners moesten hun contacten met de buitenwereld beperken en kregen spreekverbod. Inwoners mochten alleen na goedkeuring de stad uit en dan alleen naar plaatsen die vooraf waren goedgekeurd. Vanaf 1950 en vooral na 1957 werden de maatregelen aanzienlijk versoepeld voor inwoners van gesloten steden.
De nederzetting kreeg in 1954 de status van stad en de naam Novo-oeralsk en kreeg vanwege haar positie tegelijkertijd de codenaam Sverdlovsk-44. De fabriek was de eerste in de wereld die de gascentrifugemethode succesvol toepaste voor uraniumverrijking, een methode die tegenwoordig wereldwijd nog steeds het meest wordt gebruikt voor het scheiden van isotopen. De eerste testproductie met deze techniek werd gestart in 1957, in 1961 werd een productiegebied ingericht hiervoor en in 1964 werd een grote uraniumverrijkingsfabriek met ultracentrifuges gebouwd. Door het succes van deze methode, waarbij onder andere het energieverbruik sterk terugliep, besloot men om begin jaren 90 deze techniek overal in te voeren. De productiemethode werd mede ontwikkeld door de in krijgsgevangenschap genomen Oostenrijkse wetenschapper Gernot Zippe, die pas in 1956 mocht terugkeren naar Europa en daar zag dat de westerse wereld nog lang niet zover was. De Amerikanen dachten bijvoorbeeld nog in 1964 dat het zeer onwaarschijnlijk was dat de Sovjet-Unie een gascentrifugemethode zou hebben ontwikkeld.
In de jaren zeventig ontstond in veel landen vraag naar kernbrandstof voor hun kerncentrales. De Elektrochemische fabriek van de Oeral sloot in 1971 een contract voor de levering van verrijkt uranium aan Frankrijk gevolgd door andere contracten in de jaren daarop. Dit succes en de verdere ontwikkeling van kernenergie zorgden ervoor dat de fabriek daarop zich toe ging leggen op de productie van licht-verrijkt uranium (LEU) voor kernbrandstof voor kerncentrales in plaats van hoogverrijkt uranium voor militaire doeleinden. Sinds 1973 verrijkt de fabriek uranium voor België, Duitsland, Finland, Frankrijk, Italië, Spanje, het Verenigd Koninkrijk, de Verenigde Staten, Zuid-Korea en Zweden (eerder ook Argentinië en Joegoslavië). Vanaf 1989 werd de productie van hoogverrijkt uranium gestaakt en sindsdien wordt er alleen nog laagverrijkt uranium geproduceerd. De fabriek is nog steeds de grootste uraniumverrijkingsfabriek van Rusland. Vanaf de jaren 1990 werkt ze onder het Russisch-Amerikaanse non-proliferatieverdrag aan het omzetten van hoogverrijkt uranium naar laagverrijkt uranium voor gebruik in kerncentrales.
Sinds 1994 wordt de plaats weer Novo-oeralsk genoemd maar behield de status van gesloten stad.

## Economie
De Elektrochemische fabriek van de Oeral UECP, het bedrijf waaromheen Novo-oeralsk ontstond, is nog steeds de belangrijkste onderneming van de stad. Er werken ongeveer 15.000 mensen, een derde van de beroepsbevolking.
In 1967 werd de Oeraalse Autofabriek UAMZ gesticht als een vestiging van de Moskou Auto-Motorfabriek AMO ZiL, die een belangrijke rol speelde in de ontwikkeling van de stad. De fabriek produceerde aanvankelijk automotoren en -onderdelen, maar later werd het hele autoassemblageproces hier verricht. Aan het einde van de jaren 1980 produceerde de fabriek jaarlijks 17.000 zware ZiL-vrachtwagens. De fabriek kon niet overleven in de open-markteconomie in de jaren 1990 en werd gesloten in 2003. De fabriek droeg tijdens haar bestaan veel bij aan de bouw van publieke voorzieningen als scholen, kleuterscholen, brandweer, winkels, een groentefabriek en andere gebouwen. De fabriek zal in de toekomst misschien gaan functioneren als werkplaats voor de productie van middelgrote vrachtwagens in samenwerking met een fabriek uit Minsk.

## Stad en omgeving
De stad is ingericht rond de noord-zuid hoofdverbinding, waaraan de bestuursgebouwen van de stad liggen. De stad is onderverdeeld in vijf woongebieden die ongeveer 10.000 hectare omvatten. De ZATO (gesloten stadsregio) van Novo-oeralsk omvat sinds 1996 ook enkele omliggende nederzettingen.

## Onderwijs en cultuur
In de stad bevindt zich het Staats-technologisch instituut van Novo-oeralsk en een aantal dependances van onderwijsinstellingen uit Jekaterinenburg. Ongeveer een kwart van de inwoners volgt hoger onderwijs.
De stad heeft 2 culturele centra, 3 bibliotheken, muziekscholen en kunstscholen, 2 bioscopen, een poppentheater en een amusementspark. De stadsbibliotheek wordt door de inwoners zelf beschouwd als "een van de beste van Rusland" en verzorgt jaarlijks meer dan 800 evenementen.

## Geboren
- Danila Izotov 2 oktober 1991, zwemmer

## Websites
- (ru)  mojgorod: Новоуральск
- (ru)  Geschiedenis van Novo-oeralsk
- Novo-oeralsk: stad en geschiedenis
- CIA: Boecharin, O., From the Russian Perspective: The Cold War Atomic Intelligence Game, 1945-70

Bestuurlijk centrum: Jekaterinenburg

Alapajevsk · Aramil · Artjomovski · Asbest · Berjozovski · Bogdanovitsj · Degtjarsk · Irbit · Ivdel · Kamensk-Oeralski · Kamysjlov · Karpinsk · Katsjkanar · Kirovgrad · Koesjva · Krasnotoerinsk · Krasno-oefimsk · Krasno-oeralsk · Lesnoj · Michajlovsk · Nevjansk · Nizjnjaja Salda · Nizjnjaja Toera · Nizjni Tagil · Nizjnieje Sergi · Novaja Ljalja · Novo-oeralsk · Pervo-oeralsk · Polevskoj · Revda · Rezj · Serov · Severo-oeralsk · Soechoj Log · Sredneoeralsk · Sysert · Talitsa · Tavda · Toerinsk · Verchnjaja Pysjma · Verchnjaja Salda · Verchnjaja Toera · Verchni Tagil · Verchotoerje · Voltsjansk · Zaretsjny